# Nowa Wieś (Poręba Wielka)
Nowa Wieś – część wsi Poręba Wielka w woj. małopolskim, w pow. limanowskim, w gminie Niedźwiedź.
W latach 1975–1998 miejscowość należała administracyjnie do województwa nowosądeckiego.